# 雷霆881
雷霆881，通稱「商業一台」（英語：CR1），乃香港商業電台（商台）旗下的一個廣播頻道，於1959年8月26日啟播。該台為目前商台兩個粵語頻道之一，頻率為FM 88.1—89.5MHz，播出節目以資訊、時事和娛樂等內容為主，是香港聽眾人數最多的電台頻道。

## 口號
| 年度                                                        | 口號                                                                       |
| ----------------------------------------------------------- | -------------------------------------------------------------------------- |
| 1970年代（1978年前後）                                      | 商業一台，大把嘢聽                                                         |
| 1980年代（1988年前）                                        | 商業一台，成日都咁精彩                                                     |
| 1988年至1989年                                              | 今日的聲音，商業一台                                                       |
| 1989年至1992年                                              | 今日的立體聲，商業一台，零舍多嘢聽                                         |
| 1994年                                                      | 呢分鐘聽住商業一台，就知呢分鐘發生緊乜嘢事                                 |
| 1998年                                                      | 雷霆881，商業一台，講得出，做得到                                          |
| 1998年                                                      | 雷霆881，商業一台，多好多好嘢聽                                            |
| 1999年                                                      | 雷霆881，商業一台，緊貼生活，緊貼你                                        |
| 2000年                                                      | 分黑白，明是非，雷霆881，商業一台，事實第一                                |
| 2001年                                                      | 不停為聲音增值，雷霆881，商業一台，無限包容                                |
| 2002年                                                      | 帶動每一步，令生活起舞，雷霆881，商業一台，一直動聽                        |
| 2003年3月至2003年6月                                        | 回應大氣候，切合你所想，雷霆881，商業一台，跟進時勢，世界為大              |
| 2003年6月至2003年7月                                        | 講真，實在，雷霆881，商業一台，處變不驚，繼續揚聲                          |
| 2003年9月至2004年5月                                        | 知天高，愛地厚，雷霆881，商業一台，造就人間風景                            |
| 2004年5月                                                   | 處變不驚，繼續揚聲，仍然係雷霆881，商業一台                                |
| 2004年5月尾                                                 | 野火燒不盡，疾風知勁草，處變不驚，繼續揚聲，仍然係雷霆881，商業一台        |
| 2004年6月至2004年秋                                         | 天地有正氣，聲音擁抱真理，雷霆881，商業一台，不離不棄                      |
| 2004年8月26日起                                             | 笑說無限風景，走過45年，商業電台，生日快樂，Happy Birthday                 |
| 2006年至2007年                                              | 雷霆881，聲為民開                                                          |
| 2007年至2009年                                              | 雷霆881，同你心心呼吸                                                      |
| 2009年至2009年12月                                          | 打氣電波，熱力共振，雷霆881，鎮守香港五十年（商台五十週年限期口號）        |
| 2009年12月起                                                | 聖誕電波，歡樂傳播                                                         |
| 2010年1月起                                                 | 打氣電波，熱力共振，雷霆881，商業一台                                      |
| 2010年2月農曆新年期間                                       | 春回大地，恭喜恭喜，雷霆881，祝你一日開心過一日                            |
| 2010年8月19日至2011年8月21日                                | 雷霆881，每一天與香港共存共鳴（商台五十一週年限期口號）                    |
| 2011年8月22日至2012年1月1日                                 | 雷霆881是敢做的（商台五十二週年限期口號）                                  |
| 2012年1月1日起                                              | 雷霆881 懷抱時局 挺聲而出                                                  |
| 2012年6月18日至2013年8月18日、 2013年9月2日至2013年11月15日 | 和而不流 雷霆881（雷霆881節目改革口號）                                    |
| 2013年8月19日至2013年9月1日                                 | 商業電台 同你、同心、同氣 五十四（商台五十四週年限期口號）                 |
| 2013年11月16日至2014年9月28日、 2014年11月3日起             | 一語中的 雷霆881                                                           |
| 2014年8月底                                                 | 一就一 二就二 商業電台 五十五（商台五十五週年限期口號）                    |
| 2014年9月28日至30日                                         | 雷霆881 痛心疾首                                                           |
| 2014年9月30日至10月21日                                     | 動口不動手 來吧！對話 雷霆881                                              |
| 2014年10月21日至11月3日                                     | 動口不動手 敢說敢聽 雷霆881                                                |
| 2015年8月底                                                 | 商業電台 五十六個一歲生日 童心萬丈 願望造就明天 （商台五十六週年限期口號） |
| 2016年6月21日至                                             | 商業電台 向消防英雄致敬                                                    |
| 2016年9月5日起                                              | 雷霆881 講香港人話                                                         |
| 2019年3月起                                                 | 商業電台，我們的六十年（商台六十週年限期口號）                             |
| 2019年6月12日至2019年6月13日                                | 雷霆881 講香港人話 聽香港人話                                              |
| 2019年6月14日至7月4日                                       | 商業電台 講香港人話 聽香港人話 商業電台 雷霆881                            |
| 2019年7月5日至7月23日、8月1日至8月28日                      | 雷霆881 你在 我在                                                          |
| 2019年7月22日至7月27日                                      | 商業電台 強烈譴責元朗區結黨毆打市民暴行                                    |
| 2019年7月24日至8月28日                                      | 還我們公義 講香港人話 雷霆881                                              |
| 2019年8月29日至12月15日                                     | 未來在現在 我們的香港 雷霆881                                              |
| 2019年12月16日至2020年1月                                   | 雷霆881 陪伴香港人 用心過日子 祝願 平安 2020 雷霆881 講香港人話            |
| 2020年1月至2025年6月15日                                    | 雷霆881，商業一台                                                          |
| 2020年1月底起                                               | 醫護守護我們，我們守護醫護，雷霆881，疫境自強                              |
| 2022年8月底起                                               | 在高山 在低谷【商業電台63週年】在一起 總有事情可慶祝                       |
| 2025年6月16日起                                             | 同聲同步 人人881                                                           |

## 發射頻率
| 發射站   | 行車隧道轉播系統                                                                                             | 特高頻／調頻（FM）頻率（MHz） |
| 歌賦山   | 大圍隧道、沙田嶺隧道、尖山隧道、南灣隧道、海底隧道、西區海底隧道、獅子山隧道、香港仔隧道、啟德隧道、長青隧道 | 88.1                          |
| 九龍坑山 | 龍山隧道、長山隧道                                                                                           | 88.3                          |
| 青山     | 愉景灣隧道、屯門—赤鱲角隧道、機場隧道、觀景山隧道                                                            | 88.6                          |
| 金山     | 大欖隧道、城門隧道                                                                                           | 88.9                          |
| 南丫島   | 不適用 | 89.1                          |
| 筆架山   | 不適用 | 89.2                          |
| 飛鵝山   | 東區海底隧道、大老山隧道、將軍澳隧道                                                                         | 89.5                          |

## 節目表
| 時間  | 星期一                                                       | 星期二                                                              | 星期三                                                              | 星期四                                                              | 星期五                                                              | 星期六                                                              | 星期日（馬季）                      | 星期日（非馬季）                    |
| 00:00 | 在時光的這一秒                                               | 十八樓C座（重播）（日間賽馬日翌日除外）／聽楓的歌（日間賽馬日翌日） | 十八樓C座（重播）（日間賽馬日翌日除外）／聽楓的歌（日間賽馬日翌日） | 十八樓C座（重播）（日間賽馬日翌日除外）／聽楓的歌（日間賽馬日翌日） | 十八樓C座（重播）（日間賽馬日翌日除外）／聽楓的歌（日間賽馬日翌日） | 十八樓C座（重播）（日間賽馬日翌日除外）／聽楓的歌（日間賽馬日翌日） | 「Z」火嘢                           | 「Z」火嘢                           |
| 00:30 | 都是我的流行曲                                               | 聽楓的歌                                                            | 聽楓的歌                                                            | 聽楓的歌                                                            | 聽楓的歌                                                            | 聽楓的歌                                                            | 「Z」火嘢                           | 「Z」火嘢                           |
| 01:00 | 都是我的流行曲                                               | 聽楓的歌                                                            | 聽楓的歌                                                            | 聽楓的歌                                                            | 聽楓的歌                                                            | 聽楓的歌                                                            | 發式生活                            | 發式生活                            |
| 02:00 | 一切從音樂開始［與叱咤903同步播放］                          | 一切從音樂開始［與叱咤903同步播放］                                 | 一切從音樂開始［與叱咤903同步播放］                                 | 一切從音樂開始［與叱咤903同步播放］                                 | 一切從音樂開始［與叱咤903同步播放］                                 | 一切從音樂開始［與叱咤903同步播放］                                 | 一切從音樂開始［與叱咤903同步播放］ | 一切從音樂開始［與叱咤903同步播放］ |
| 06:00 | 一切從音樂開始                                               | 一切從音樂開始                                                      | 一切從音樂開始                                                      | 一切從音樂開始                                                      | 一切從音樂開始                                                      | 天欣喜歡你                                                          | 書.情.歌                            | 書.情.歌                            |
| 06:30 | 晴朗早晨全餐                                                 | 晴朗早晨全餐                                                        | 晴朗早晨全餐                                                        | 晴朗早晨全餐                                                        | 晴朗早晨全餐                                                        | 天欣喜歡你                                                          | 書.情.歌                            | 書.情.歌                            |
| 07:00 | 晨早新聞專輯                                                 | 晨早新聞專輯                                                        | 晨早新聞專輯                                                        | 晨早新聞專輯                                                        | 晨早新聞專輯                                                        | 晨早新聞專輯                                                        | 晨早新聞專輯                        | 晨早新聞專輯                        |
| 07:15 | ［續］晴朗早晨全餐                                           | ［續］晴朗早晨全餐                                                  | ［續］晴朗早晨全餐                                                  | ［續］晴朗早晨全餐                                                  | ［續］晴朗早晨全餐                                                  | ［續］天欣喜歡你                                                    | ［續］書.情.歌                      | ［續］書.情.歌                      |
| 08:00 | 在晴朗的一天出發（雷霆881版）                                | 在晴朗的一天出發（雷霆881版）                                       | 在晴朗的一天出發（雷霆881版）                                       | 在晴朗的一天出發（雷霆881版）                                       | 在晴朗的一天出發（雷霆881版）                                       | 政經星期六                                                          | 政好星期天                          | 政好星期天                          |
| 10:00 | 自家女皇                                                     | 自家女皇                                                            | 自家女皇                                                            | 自家女皇                                                            | 自家女皇                                                            | 潮爆開運王                                                          | 馬路的事之友                        | 馬路的事之友                        |
| 10:30 | 一家大                                                       | 一家大                                                              | 一家大                                                              | 一家大                                                              | 一家大                                                              | 潮爆開運王                                                          | 馬路的事之友                        | 馬路的事之友                        |
| 11:00 | 一家大                                                       | 一家大                                                              | 一家大                                                              | 一家大                                                              | 一家大                                                              | 考股專家                                                            | 同途有心人                          | 同途有心人                          |
| 12:00 | 午間新聞專輯                                                 | 午間新聞專輯                                                        | 午間新聞專輯                                                        | 午間新聞專輯                                                        | 午間新聞專輯                                                        | 午間新聞專輯                                                        | 午間新聞專輯                        | 午間新聞專輯                        |
| 12:30 | 十八樓C座（首播）                                            | 十八樓C座（首播）                                                   | 十八樓C座（首播）                                                   | 十八樓C座（首播）                                                   | 十八樓C座（首播）                                                   | 再創生機                                                            | 再創生機                            | 我們的天空小說                      |
| 13:00 | 一點叮一叮                                                   | 一點叮一叮                                                          | 一點叮一叮                                                          | 一點叮一叮                                                          | 一點叮一叮                                                          | 一台好戲                                                            | 一台好戲                            | 我們的天空小說                      |
| 14:00 | 人生交叉盤                                                   | 人生交叉盤                                                          | 人生交叉盤                                                          | 人生交叉盤                                                          | 人生交叉盤                                                          | 星光背後                                                            | 星光背後                            | 女皇賜酒                            |
| 15:00 | 1圈圈                                                        | 1圈圈                                                               | 1圈圈                                                               | 1圈圈                                                               | 1圈圈                                                               | 小姐，幾成熟？                                                      | 小姐，幾成熟？                      | 小毒毒の憂鬱                        |
| 15:30 | 1圈圈                                                        | 1圈圈                                                               | 1圈圈                                                               | 1圈圈                                                               | 1圈圈                                                               | 小姐，幾成熟？                                                      | 小姐，幾成熟？                      | 草系玩家                            |
| 16:00 | 1圈圈                                                        | 1圈圈                                                               | 1圈圈                                                               | 1圈圈                                                               | 1圈圈                                                               | 貼身科技局                                                          | 貼身科技局                          | 草系玩家                            |
| 16:30 | 1圈圈                                                        | 1圈圈                                                               | 1圈圈                                                               | 1圈圈                                                               | 1圈圈                                                               | 刨經解馬                                                            | 刨經解馬                            | 草系玩家                            |
| 17:00 | 經濟脈搏（港股交易日）／樂在其中／在時光的這一秒（公眾假期） | 經濟脈搏（港股交易日）／樂在其中／在時光的這一秒（公眾假期）        | 經濟脈搏（港股交易日）／樂在其中／在時光的這一秒（公眾假期）        | 經濟脈搏（港股交易日）／樂在其中／在時光的這一秒（公眾假期）        | 經濟脈搏（港股交易日）／樂在其中／在時光的這一秒（公眾假期）        | 大鐵人                                                              | 大鐵人                              | 在時光的這一秒                      |
| 18:00 | 傍晚新聞專輯                                                 | 傍晚新聞專輯                                                        | 傍晚新聞專輯                                                        | 傍晚新聞專輯                                                        | 傍晚新聞專輯                                                        | 傍晚新聞專輯                                                        | 傍晚新聞專輯                        | 傍晚新聞專輯                        |
| 18:30 | 人民大道中                                                   | 人民大道中                                                          | 人民大道中                                                          | 人民大道中                                                          | 人民大道中                                                          | 樂齡王國                                                            | 細路強                              | 細路強                              |
| 19:00 | 人民大道中                                                   | 人民大道中                                                          | 人民大道中                                                          | 人民大道中                                                          | 人民大道中                                                          | 樂齡王國                                                            | 334校網                             | 334校網                             |
| 20:00 | 杏林茶                                                       | 杏林茶                                                              | 杏林茶                                                              | 杏林茶                                                              | 杏林茶                                                              | 在時光的這一秒                                                      | 吞食天下                            | 吞食天下                            |
| 21:00 | 有誰共鳴                                                     | 有誰共鳴                                                            | 有誰共鳴                                                            | 有誰共鳴                                                            | 有誰共鳴                                                            | 寫生活                                                              | 夢想工                              | 夢想工                              |
| 22:00 | 國際線                                                       | 國際線                                                              | 國際線                                                              | 國際線                                                              | 國際線                                                              | 營葉日常                                                            | 薯片鬚Music                         | 薯片鬚Music                         |
| 22:30 | 樂和心事                                                     | 樂和心事                                                            | 樂和心事                                                            | 樂和心事                                                            | 樂和心事                                                            | 學在其中                                                            | 薯片鬚Music                         | 薯片鬚Music                         |
| 23:00 | 光明頂                                                       | 光明頂                                                              | 光明頂                                                              | 光明頂                                                              | 光明頂                                                              | 與時並進                                                            | 茜選快樂                            | 茜選快樂                            |

- 藍色 及 綠色 底色分別代表逢 日間賽馬日 及 夜間賽馬日 改為播出《一馬當先》，並只提供香港用戶收聽，非香港用戶只會播放音樂。
- 《雷霆881新聞報道》於整點及半點播出（07:00、12:00、12:30、18:00、18:30及00:00-06:00逢半點除外；賽馬時段內視乎賽事安排或會順延播出），與叱咤903凌晨同步播放時段會改稱為《商業電台新聞報道》。
- 《天氣報告》於《雷霆881新聞報道》/《商業電台新聞報道》後及《新聞專輯》前後播出。
- 《財經Online》於星期一至五及星期六上午《天氣報告》後播出（公眾假期除外）。
- 《股市一週》於星期六07:15及12:25播出。
- 《華南海域天氣報告》於每日00:00、04:00、06:00、11:00、13:30、17:00及20:00《天氣報告》/《財經Online》後播出。
- 《馬路的事交通消息》於星期一至六08:00、08:30、09:00、09:30及星期一至五17:30、18:00、18:30、19:00《天氣報告》/《財經Online》後或《新聞專輯》前後播出（公眾假期除外，若有特別事故將會不定期播出）。
- 《天文台最新風暴消息》於八號或以上熱帶氣旋警告信號生效期間每小時15分、30分、45分及58分播出。
- 《特別消息》：
  - 2019年7月27日元朗衝突期間每半小時加插一節
  - 2019年8月5日林鄭月娥（時任行政長官）記者會於10:00-10:45加插
  - 2019年9月26日政府官員與市民首次對話會於19:00-21:00加插

## 歷史
1959年開台時，該頻道使用AM 1050 kHz。1978年11月24日改為AM 864 kHz，80年代初期商業一台台呼為「商業一台864千周」，而於1989年12月3日前未調整至現頻率時，使用的頻率則為AM 864 kHz、FM 90.3MHz及FM 102.4 MHz（1985年前曾使用FM 101.4 MHz）。

### 民建聯買商台節目事件
2010年4月，民建聯以60萬「買下」商台節目時段，引來商台是否政治中立的爭議。新節目《十八仝人愛落區》由4月30日起，逢周五深夜2時至6時在商台一、二台播出，原定一連18集，共72小時。節目由民建聯特約贊助，但雙方不願透露金額。節目內容是由民建聯5名力捧「新星」聯同商台主持人落區，訪問深宵還在街頭流連的「夜青」及市民心聲，節目會直播。商台策劃總監黃永表示，不會抽起節目，又強調不會削弱編輯自主。潘小濤在節目中狠批商台是「引入魔鬼」，最終會淪為中央電視台。李慧玲亦認為民建聯買下商台時段，明顯是要宣傳5名將要參選的「新星」。公民黨余若薇說這是雙重標準。 近20名社民連成員及網民，4月29日到商台門口抗議。
4月30日商台邀請各黨派代表上在晴朗的一天出發討論事件，引發激辯。

#### 劉慧卿「爭取普選」廣告爭議
在發生《十八仝人愛落區》事件的同時，民主黨副主席劉慧卿被指以三萬八千多港元在購買商業一台的廣告時段，於2010年4月26日至5月2日，每天播出10次「爭取普選大遊行」、呼籲市民參加「普選大遊行」的廣告，被質疑帶政治色彩，此事惹起軒然大波，廣管局亦收到10宗公眾投訴。

#### 同類「特約節目」例子
香港多間電視台亦經常播放廣告雜誌介紹借貸和瘦身服務，可見同類的「包攬時段」和「特約節目」並非商台獨有，而亞洲電視和有線電視更出現大量由影音使團等教會團體特約和製作的宗教節目，在現行「禁止政黨和宗教訊息出現於廣告」的條例下，「特約節目」存在灰色地帶，但這批反對者既往卻從未對同樣有「包攬時段」爭議的宗教團體和節目作出控訴，文章認為是次事件反映民建聯受到泛民針對，對商台的指控也不中立；另外文章亦提到林彬在六七暴動期間是因為敢言批評當時的左派而招殺身之禍，指斥責「商台對不起林彬」的議員和民眾是有選擇地發言，但和林氏的敢言卻是恰恰相反。

#### 廣管局裁決
2010年8月13日香港廣播事務管理局裁定商台「沒有在有關節目（十八仝人愛落區）中，清楚交代贊助機構的身分」及「節目有宣傳民建聯形象和利益的客觀效果」，違反廣管局的《電台節目守則》第50段及《電台廣告守則》第28段，決定向商台罰款港幣3萬元。而商業電台於同日表示，尊重及接受廣管局的決定，並於即晚起停止播放本節目。令原定有18集的節目變成只有15集。另外商台也因為劉慧卿「爭取普選」廣告，被裁定帶有政治色彩，未經香港廣管局事先批准，違反《電台廣告標準》規定，罰款3萬元，結果合共罰款6萬元。

### 2020年代
2020年1月1日，因應蘇施黃離職商台，新節目《一家大晒》（樂樂、葉宇澄、Tristan、Choco）在上午時段開播，而《1圈圈》則調動至下午時段（因應2020年元旦播出日間賽馬關係，《1圈圈》的調動正式在2020年1月2日開始）。2020年3月2日起，《自家女皇》接替《C9琪艦店》，於上午時段開播。
2020年4月1日00:00起，暫停00:00-00:30播出的《晚間新聞專輯》及00:30-05:30期間每逢半點（30分）播出的《雷霆881新聞報道》，每日00:00改為播出一節《雷霆881新聞報道》，00:00-00:30時段星期二至六改為重播《18樓C座》及星期日、一改為播出《寫生活》，而星期二至六播出的《聽楓的歌》則延長至00:30-02:00播出。
2020年5月28日，因當日全國人大通過香港國安法關係，《光明頂》加長至1.5小時，由23:00-翌日00:30播出，《18樓C座》順延至翌日00:30-01:00重播及《聽楓的歌》順延至翌日01:00-02:00播出。
2020年7月19日至9月，因應非馬季時節，星期日分別播出《當焗者迷》（熊書頤、BoBo）、《宅界經濟》（阮子健、張葦）、《山間花開時》（梁淑意、林超英、葉曉文）、《天欣喜歡你》（天欣）、《點蟲蟲》（馮志豐、郭芷希）以及《家家有求》（陳聰、王詠瑤），節目除了《當焗者迷》為半小時外，其餘各節目的長度連廣告時段皆為一小時。
2020年8月3日起，因應潘小濤不再全職主持《串》後，該節目時段以全新節目《國際線》播出，分別由伍悅、潘小濤、沈旭暉、鍾樂偉、以及林超英主持。
2020年10月23日起，新節目《企業樂業》（馮志豐、何飛鳳、吳詠希）開播，以接替《全世界嚮導》，2020年10月29日起，新節目《情有獨鍾》（阮子健）開播。
2020年11月22日起，新節目《這一晚我們會飛》（天欣、Choco）開播，《發式生活》縮短為一小時播出，而《寫生活》改為只在星期一播出。
2020年12月7日，因應叱咤903於6日06:00至7日03:00播出特備節目《一切從上榜歌再開始》，播放2020年度《903專業推介》上榜歌曲，雷霆881會在02:00至03:00同步播放該節目，而《一切從音樂開始》則改為03:00至06:00同步播放。
2021年2月2日起，新節目《自在想》（楊樂笙、李珊珊）開播，以接替《鬧市開羅》。2021年2月15日起，新節目《樂和心事》（樂樂）開播。2021年4月22日起，新節目《嗇色園百周年會客室（第二季）》（熊書頤）開播。
2021年6月7日起，新節目《Wee wee 人風險預告》（阮子健）開播。
2021年8月15日播出《串》（國情教育）的最後一集。
2021年9月2日起，新節目《嗇色園百周年會客室（第四季）》（熊書頤）開播。
2021年8月29日播出《串》（讀懂中國）的最後一集，該時段起在2021年9月5日起分別播出《當焗者迷》（BoBo、王詠瑤）以及《吞食天下》（楊樂笙、馮志豐）（原先該兩個節目為暑期限定節目）。
2021年9月7日起，新節目《抑鬱休止符》（陳志雲）開播。
2022年10月30日，由於前主持伍悅從商台退任，長達9年播出的《泡菜粉絲煲》的最後一集。該時段在2022年11月6日起，播出最新節目《334校網》（徐區懿華、梁永樂）至今。
2023年1月1日，播出《夢想家》和《寫生活》的最後一集，在2023年1月8日起，該時段分別播出最新節目《茜選快樂》（蘭茜）和重置《當焗者迷》（BoBo、王詠瑤）（翌日0000-0030）。
2023年1月7日，因應13:30至17:30錄音轉播《2022年度叱咤樂壇流行榜頒獎典禮》，原定節目均暫停播出。
2023年1月8日起，除了新節目《夢想工》（阮子健）和《茜選快樂》（蘭茜）開播外，其他《細路強》（馮志豐、陳聰）（1800-1900）、《334校網》（徐區懿華、梁永樂）（1900-2000）、《吞食天下》（楊樂笙）（2000-2100）和《當焗者迷》（BoBo、王詠瑤）（翌日0000-0030）時間有所變動。
2023年4月10日，張子君演出《十八樓C座》後離開該節目，並在4月14日主持《晴朗早晨全餐》及《在晴朗的一天出發》後離職商台移居英國。
2023年4月17日起，新節目《絕世好Body》（樂樂、Paully）開播。
2023年5月13日起，新節目《學在其中》（陳聰）開播，同日起《雷霆音樂圈》節目時間縮短至2.5小時播出。
2023年6月4日起，因應香港賽馬會於每年6月及7月安排把日馬賽事改為黃昏馬賽事關係，期間星期六、星期日及平日公眾假期常規節目播出時間有所變動。
- 星期六（直至2025年4月26日）
  - 10場黃昏馬賽事：《樂齡王國》（1300-1430）、《雷霆音樂圈》（1430-1530、2130-2230）、《新聞專輯》（2100-2130）
  - 11場黃昏馬賽事：《樂齡王國》（1300-1430）、《雷霆音樂圈》（1430-1530、2200-2230）、《新聞專輯》（2130-2200）
- 星期六（2025年4月27日起）
  - 10場黃昏馬賽事：《樂齡王國》（1300-1400）、《在時光的這一秒》（1400-1500）、《營葉日常》（1500-1530）、《新聞專輯》（2100-2130）
  - 11場黃昏馬賽事：《樂齡王國》（1300-1400）、《在時光的這一秒》（1400-1500）、《營葉日常》（1500-1530）、《新聞專輯》（2130-2200）
- 星期日
  - 10場黃昏馬賽事：《334校網》（1230-1330）、《吞食天下》（1330-1430）、《夢想工》（1430-1530）、《新聞專輯》（2100-2130）、《細路強》（2130-2200）
  - 11場黃昏馬賽事：《334校網》（1230-1330）、《吞食天下》（1330-1430）、《夢想工》（1430-1530）、《新聞專輯》（2130-2200）、《細路強》暫停播出
- 星期一至五公眾假期
  - 10場黃昏馬賽事：《新聞專輯》（2100-2130）、《有誰共鳴》（2130-2200）、《1圈圈》、《經濟脈搏》、《人民大道中》、《杏林茶》暫停播出
  - 11場黃昏馬賽事：《新聞專輯》（2130-2200）、《1圈圈》、《經濟脈搏》、《人民大道中》、《杏林茶》、《有誰共鳴》暫停播出

2023年7月23日起，暑假限定節目《最後直路》（胡詩傲）、《職薯@00後》（區可頤、陳凱怡）、《少女的暑期冒險》（阿比、葉子）、《在時光的這一秒》（王詠瑤）、《八十後 現在生活》（郭志仁、莫何敏儀）和《十八樓C座 五代同台 打擂台》（陳聰、伍甄琪）開播。

## 歷代節目主持列表

### 現於 881 任職的主持
| 節目主持         | 現主持節目                                                       | 曾主持節目 | 兼任                                                       |
| ---------------- | ---------------------------------------------------------------- | --- | ---------------------------------------------------------- |
| 陶傑             | 《光明頂》                                                       | 《在晴朗的一天出發（881）》 |                                                            |
| 陳永陸           | 《人生交叉盤》、《考股專家》                                     | 《盤股初開》、《星級老闆》 | 著名財經評論員，兼職無綫電視無綫財經·資訊台《商·對論》主持 |
| 潘小濤           | 《國際線-串》                                                    | 《在晴朗的一天出發（881）》、《打書釘》、《發現新大陸》、《左右大局》、《寫生活》、《串》、《在晴朗的一天出發（903）》、《讀懂中國》 | 時事評論員                                                 |
| 余宜發           | 《一切從音樂開始》（星期二至六）、《發式生活》、《再創生機》     | 《十八仝人愛落區》、《發式早餐》、《八個禮拜環遊世界》、《1圈圈》、《你知道我在圈你嗎》、《風雨同路》（特備節目）、《渣打馬拉松》、《雷霆土炮叱吒起來》（特備節目）、《月光光呵呵呵》嘉賓主持                                                      |                                                            |
| 陳志雲           | 《在晴朗的一天出發》                                             | 《承傳香港》、《十人巷》（903）、《刻骨銘心東華情》、《雲常開》、《天然養生 靈芝也移民》 | 商業電台首席智囊                                           |
| 陳聰             | 《在晴朗的一天出發》、《細路強》、《十八樓C座》、《學在其中》    | 《發現新大陸》、《巴巴閉邊個夠我查篤撐》、《球迷集中贏》、《一台好戲》、《左右大局》、《小小西九音樂版圖》、《一路向巴西》、《不平平則鳴 平上去入立法會》、《雷霆有約熱內盧》、《贏在管理線》、《細心愛》、《家家有求》、《寫生活》                |                                                            |
| 馮志豐           | 《一台好戲》、《細路強》                                         | 《超級玩具迷》、《同途有心人》、《一台好戲》、《一人一大學》、《天空下的傳奇》、《月光光呵呵呵》嘉賓主持、《贏在管理線》、《全世界嚮導》、《企業樂業》《十八樓C座》、《1圈圈》（週末版）、《細心愛》、《我們的天空小說》、《點蟲蟲》、《吞食天下》 |                                                            |
| 何文光           | 《十八樓C座》、《一馬當先》                                      | |                                                            |
| 葉偉恩           | 《一馬當先》                                                     | 《馬照跑》 |                                                            |
| 梁浩賢           | 《一馬當先》                                                     | 《馬照跑》 |                                                            |
| 高慶             | 《一馬當先》                                                     | |                                                            |
| 莎拉             | 《一馬當先》                                                     | |                                                            |
| 思力             | 《一馬當先》                                                     | |                                                            |
| 郭志仁           | 《在晴朗的一天出發》                                             | 《OT任務王》、《左右大局》、《大開世界》、《流行交響協奏曲》、《女皇賜酒》、《寫生活》 |                                                            |
| 阮子健           | 《在晴朗的一天出發（903）》、《杏林茶》、《夢想工》              | 《打書釘》、《發現新大陸》、《嘩嘩嘩打到嚟！2008》（903）、《癌.正面看》、 《上班族保胃戰》 、《絕不放棄》、《十七分之一的粉紅迷思》、《帶一本書去旅行》、《情有獨鍾》、《夢想家》、《宅界經濟》、《中風危機解密》                                 |                                                            |
| 陳淑薇           | 《政好星期天》、《政經星期六》、《經濟脈搏》                     | | 商業電台主席特別顧問                                       |
| 羅輝             | 《政好星期天》、《經濟脈搏》                                     | 《政經星期六》 | 商業電台新聞及公共事務部總監                               |
| 張秀雲           | 《政經星期六》                                                   | |                                                            |
| 黃江天           | 《政經星期六》、《政好星期天》（嘉賓主持）                       | |                                                            |
| 江健聰           | 《1圈圈》（「聰去日本」環節主持兼監製）、《都是我的流行曲》      | 《三七二十一團火》、《一切從音樂開始》（暫代）、《音樂特集。江建聰》、《小晴朗開心打怪獸》、《樂活玩家》 |                                                            |
| 葉宇澄           | 《書.情.歌》、《一家大》、《有誰共鳴》                           | 《一切從音樂開始》（暫代）、《賀歲歌》、《月光光呵呵呵》嘉賓主持、《大開選舉世界》 |                                                            |
| 黃永             | 《人民大道中》                                                   | 《在晴朗的一天出發》、《解困學貫中西》、《人民大道在乎你》 |                                                            |
| 楊樂笙           | 《晴朗早晨全餐》、《在晴朗的一天出發》、《大鐵人》、《吞食天下》 | 《大開世界》、《一路向巴西》、《雷霆有約熱內盧》、《1圈圈》電影圈環節（暫代）、《樂活玩家》、《衣食行馬拉松》、《自在想》 |                                                            |
| 吳詠希           | 《同途有心人》、《人民大道中》、《自家女皇》、《與時並進》       | 《在晴朗的一天出發》、《晴朗早晨全餐》、《企業樂業》 |                                                            |
| 王詠瑤           | 《晴朗早晨全餐》、《在時光的這一秒》                             | 《家家有求》、《當焗者迷》 |                                                            |
| 關仲然           | 《晴朗早晨全餐》、《國際線》                                     | |                                                            |
| 樂樂             | 《樂和心事》、《有誰共鳴》、《小姐，幾成熟？》                   | 《贏在管理線》、《一家大晒》、《點算幸福》、《1圈圈》（週末版）、《午後Live House》、《絕世好Body》 |                                                            |
| 熊書頤           | 《杏林茶》、《大鐵人》、《小姐，幾成熟？》                       | 《甲子大觀園》、《雷霆有約熱內盧》、《1圈圈》（週末版）、《午後Live House》、《當焗者迷》 |                                                            |
| 阮兆祥           | 《1圈圈》                                                        | |                                                            |
| 朱菁             | 《1圈圈》、《一台好戲》、《樂在其中》（公眾假期）                | 《一切從音樂開始》（暫代）、《樂活玩家》、《大玩派》、《第三齡接觸》 |                                                            |
| 何飛鳳           | 《一點叮一叮》、《樂齡王國》                                     | 《起來！大龍鳳》、《貼身科技局》、《贏在管理線》、《企業樂業》、《衣食行馬拉松》 |                                                            |
| 伍甄琪           | 《考股專家》、《十八樓C座》                                      | 《細眉細眼調查科》、《泡菜粉絲煲》（暫代）、《樂活玩家》、《心靈料理》、《貼身科技局》、《我們的天空小說》 |                                                            |
| 梁泰來           | 《1圈圈》（代班主持兼監製）、《星光背後》                        | 《你知道我在圈你嗎？》、《月光光呵呵呵》、《1圈圈》（週末版） | 商業電台公關部總監                                         |
| 馬騮搣           | 《馬路的事之友》                                                 | 《馬路的事我哋的事》 |                                                            |
| 蔡靜怡           | 《一切從音樂開始》（星期一）                                     | 《祝君早安》、《甲子大觀園》、《甜美生活》、《雷霆音樂派》、《C9琪艦店》 |                                                            |
| 時美真           | 《與時並進》                                                     | 《放榜前夕DSE攻略》（特備節目）、《傍住你放榜》（903特備節目） | 升學顧問                                                   |
| 江慧楓           | 《聽楓的歌》、《與時並進》、《一切從音樂開始》（星期日）         | 《串》、《在晴朗的一天出發》、《疫境自強》、《點算幸福》（暫代） |                                                            |
| 李居明           | 《潮爆開運王》                                                   | | 堪輿學家                                                   |
| 江美儀           | 《潮爆開運王》                                                   | | 兼職無綫電視                                               |
| 林寄韻           | 《潮爆開運王》                                                   | |                                                            |
| 梅力恆           | 《貼身科技局》                                                   | |                                                            |
| 天欣             | 《1圈圈》、《天欣喜歡你》                                        | 《這一晚我們會飛》 |                                                            |
| 馮智政           | 《光明頂》                                                       | |                                                            |
| 劉夢熊           | 《光明頂》（嘉賓主持）                                           | 《夢熊有召》 |                                                            |
| 梁淑意           | 《自家女皇》                                                     | 《女皇賜酒》、《山間花開時》 | 專業葡萄酒導師                                             |
| 葛民輝           | 《葛民教育》（不定期）                                           | 《嘈喧巴巴閉九九九唔搭八》、《久久久但願人長久》、《九九九，晴朗開N更》 |                                                            |
| 曾俊華           | 《薯片鬚Music》                                                  | | 前財政司司長                                               |
| 馮素波           | 《樂齡王國》                                                     | |                                                            |
| 陳嘉寶 （Anjay） | 《一家大》                                                       | |                                                            |
| 徐區懿華         | 《334校網》                                                      | | 福建中學附屬學校校長                                       |
| 梁永樂           | 《334校網》                                                      | | 升學專家                                                   |
| 蘭茜             | 《茜選快樂》、《在晴朗的一天出發（903）》（嘉賓主持）            | |                                                            |
| 陳凱怡           | 《刨經解馬》、《Z火嘢》、《一馬當先》                            | |                                                            |
| 陳朗杰           | 《Z火嘢》                                                        | |                                                            |
| 李兆綸           | 《貼身科技局》                                                   | 《晴朗早晨全餐》、《在晴朗的一天出發》 |                                                            |

### 已離職881的主持
| 節目主持姓名       | 曾主持節目 | 現況                                                                                             | 備註                                                                                      |
| ------------------ | --- | ------------------------------------------------------------------------------------------------ | ----------------------------------------------------------------------------------------- |
| 梁文道             | 《風波裡的茶杯》、《打書釘》 | 凤凰卫视                                                                                         | 前商業一台台長                                                                            |
| 鄭經翰             | 《風波裡的茶杯》 | D100                                                                                             | 曾任香港立法會議員，現居於加拿大                                                          |
| 林旭華             | 《風波裡的茶杯》 | D100                                                                                             |                                                                                           |
| 黃毓民             | 《政治有心人》、《不談風月》、《毓民七鐘敘》 | MyRadio                                                                                          | 曾任香港立法會議員，現居於台灣                                                            |
| 鄭丹瑞             | 《爸爸早晨媽媽早晨》 | 無線電視                                                                                         | 曾為now寬頻電視主持                                                                       |
| 毛舜筠             | 《爸爸早晨媽媽早晨》 |                                                                                                  |                                                                                           |
| 伍悅               | 《國際線》(非賽馬日星期三)、《泡菜粉絲煲》、《甲子大觀園》、《串》（星期一至四） |                                                                                                  | 香港女性YouTuber                                                                          |
| 翁靜晶             | 《危險人物》 |                                                                                                  |                                                                                           |
| 施南生             | 《在晴朗的一天出發（881）》 |                                                                                                  |                                                                                           |
| 張楚勇             | 《在晴朗的一天出發（881）》 |                                                                                                  |                                                                                           |
| 何亨 （梅錦強）    | 《越位越出位》、《為人民服務》、《香港幾咁好 為人民服務》、《一兩王》 | D100、香港電台                                                                                   | 曾為UonLIVE節目總監                                                                       |
| 何國良             | 《危險人物》、《為人民服務》、《香港幾咁好 為人民服務》 | 繼續於香港理工大學任教                                                                           |                                                                                           |
| 梁禮勤             | 《一切從音樂開始》、《越位關係》、《越位越出位》、《各有各天空》、《體育精神》 | 香港電台                                                                                         |                                                                                           |
| 莫佩嫺 （Rosa）    | 《一人一大學》、《雲海遊記》、《球迷集中贏》 |                                                                                                  | 曾為MyRadio主持                                                                           |
| 盧覓雪             | 《在晴朗的一天出發（881）》、《在晴朗的一天出發（903）》 | 叱咤903                                                                                          |                                                                                           |
| Choco              | 《一家大晒》、《回答吧1996》、《大玩派》、《晴朗早晨全餐》、《這一晚我們會飛》 |                                                                                                  | 已移居加拿大                                                                              |
| 梁安琪             | 《搖擺天使》 | IBHK 網絡電台                                                                                    | 曾任區議會議員及DBC主持                                                                   |
| 黃偉民             | 《在晴朗的一天出發（881）》、《在晴朗的一天出發》 | 網台城寨                                                                                         | 曾為D100主持、前商業一台台長                                                              |
| 劉偉恆             | 《一切從音樂開始》、《床前明月光》、《我恆我訴》、《越位關係》、《越位越出位》、 《一后兩王》、《韓流襲港》、《巴巴閉 afternoon D》、《雷霆音樂派》                                    | 香港電台                                                                                         |                                                                                           |
| 基斯               | 《三隻烏鴉吖吖吖》 、《跳入凌晨》、《基斯歌歌包圍你》、《6 時恭候》、《祝君早安》、 《丑時動舞》、《一切從音樂開始》、《是他也是你和我》、《雷霆音樂派》                               |                                                                                                  |                                                                                           |
| 李慧雅             | 《一切從音樂開始》 |                                                                                                  |                                                                                           |
| 薯餅               | 《1圈圈》、《月光光呵呵呵》 |                                                                                                  |                                                                                           |
| 黃冠斌             | 《0600 Good morning》、《6 時恭候》、《祝君早安》、《雷霆音樂派》、《一切從音樂開始》                                                                                                | 香港電台                                                                                         |                                                                                           |
| 泰山               | 《是他也是你和我》、《雷霆音樂派》、《OT 任務王》、《埋周日》 | 叱咤903                                                                                          | 曾於世界宣明會任職                                                                        |
| 朱振邦 （村長）    | 《球迷放暑假》、《球迷集中贏》 | DBC                                                                                              |                                                                                           |
| 查小欣             | 《巴巴閉邊個夠我查篤撐》 |                                                                                                  |                                                                                           |
| 蒙為亮             | 《OT 任務王》 | 香港電台                                                                                         |                                                                                           |
| 林曉峰             | 《巴巴閉Afternoon D》 | ViuTV                                                                                            |                                                                                           |
| 杜光庭             | 《大龍鳳》、《起來! 大龍鳳》、《又愛上子夜場》、《雷霆音樂派之新人發聲》、 《大寵愛》、《奧運精神》、《一切從音樂開始》                                                              |                                                                                                  |                                                                                           |
| 洪松蔭             | 《體育精神》 | 保險公司區域經理                                                                                 |                                                                                           |
| 陳恩能             | 《體育精神》 | now體育、fox體育台                                                                               |                                                                                           |
| 胡莉芹 （翠花）    | 《人生交叉盤》、《發現新大陸》 | DBC                                                                                              | 曾為D100主持                                                                              |
| 丘建威             | 《球迷集中營》 | now體育                                                                                          |                                                                                           |
| 薛梅               | 《薛聽音樂》、《超級玩具迷》 |                                                                                                  |                                                                                           |
| 朱麗珊             | 《OT任務王》、《一台綠色》 |                                                                                                  |                                                                                           |
| 費明海             | 《體育精神》 | 曾為社民連成員                                                                                   |                                                                                           |
| 孫柏文             | 《星火燎原》 | DBC                                                                                              |                                                                                           |
| 火燎森             | 《星火燎原》 | DBC                                                                                              |                                                                                           |
| 蔡文堅             | 《政經星期六》 |                                                                                                  | 前商業電台新聞及公共事務副總監, 足球評論員, 現時不定期在 "新聞專輯" 內主講 "英超MVP" 環節 |
| 黎淑芬             | 《18樓C座》、《一台好戲》 |                                                                                                  |                                                                                           |
| 徐琛               | 《一圈圈》、《一切從音樂開始》、《大玩派》、《成班嘩鬼嘈喧巴巴閉》 | D100                                                                                             |                                                                                           |
| 李慧玲             | 《左右大局》、《在晴朗的一天出發》、《無底深談》 | D100                                                                                             |                                                                                           |
| 許耀斌             | 《又愛上子夜場》、《一切從音樂開始》、《大玩派》、《成班嘩鬼嘈喧巴巴閉》 |                                                                                                  |                                                                                           |
| 梁嘉賢 （細細粒）  | 《又愛上子夜場之嘉賢》、《井字的童話》、《最好的時光》、《一刻館》、《成班嘩鬼嘈喧巴巴閉》                                                                                           |                                                                                                  |                                                                                           |
| 莊思敏             | 《大龍鳳》 | 無綫電視、DBC                                                                                    |                                                                                           |
| 何基佑             | 《一圈圈》、《又愛上子夜場》、《起來! 大龍鳳》 | 無線電視                                                                                         |                                                                                           |
| 黃潔慧             | 《在晴朗的一天出發（881）》、《左右大局》 | 香港01                                                                                           |                                                                                           |
| Rick Chin          | 《起來！大龍鳳》 |                                                                                                  | 著名化妝師                                                                                |
| 吳千語             | 《起來！大龍鳳》 |                                                                                                  | 藝人                                                                                      |
| 何利利             | 《一后兩王》、《在晴朗的一天出發》、《兩個女人》、《兩個女人越夜越美麗》、 《美食殿堂》 、《知飲知食》、《有誰共鳴》、《寫生活》、《月光光呵呵呵》                                     |                                                                                                  |                                                                                           |
| 梅小惠             | 《月光光呵呵呵》 |                                                                                                  |                                                                                           |
| 王永平             | 《不平平則鳴 平上去入立法會》 |                                                                                                  | 時事評論員、前高官                                                                        |
| 鄧潔明             | 《1圈圈》、《兩個女人越夜越美麗》 |                                                                                                  |                                                                                           |
| 阿Car              | 《馬路的事我哋的事》 | 新城電台                                                                                         |                                                                                           |
| 林以諾             | 《靜默的革命》 |                                                                                                  |                                                                                           |
| 譚嘉昇             | 《貼身科技局》 |                                                                                                  |                                                                                           |
| 田北俊             | 《田式生活》 | Manhattan Realty Limited主席                                                                     | 自由黨、仁濟醫院榮譽主席                                                                  |
| 馬浚偉             | 《偶然馬浚偉》 |                                                                                                  |                                                                                           |
| 羅家聰             | 《鬧市開羅》 |                                                                                                  | 經濟學家                                                                                  |
| 黎慧玲             | |                                                                                                  |                                                                                           |
| 麥長青             | 《小小情人開學了》、《小小情人放暑假》 |                                                                                                  |                                                                                           |
| 許佩斯             | |                                                                                                  |                                                                                           |
| 鄺偉明             | |                                                                                                  |                                                                                           |
| 何翠萍             | 《經濟脈搏》 | 前財政司司長政治助理                                                                             | 前商業電台新聞及公共事務副總監                                                            |
| 謝遜               | 《在晴朗的一天出發》 |                                                                                                  |                                                                                           |
| 陳慧儀             | 《人生交叉盤》 |                                                                                                  |                                                                                           |
| 洪艾爾             | 《經濟脈搏》 |                                                                                                  | 已轉職至hket                                                                              |
| 蘇施黃             | 《友誼萬歲》、《我愛煮嘢蘇》、《大玩派》 |                                                                                                  |                                                                                           |
| 鄔家麟             | 《細路強》、《1圈圈》、《十八樓C座》、《月光光呵呵呵》、《一切從音樂開始》、《一點叮一叮》（暫代）、《起來！大龍鳳》、《一台好戲》、《成班嘩鬼嘈喧巴巴閉》、《樂活玩家》、《細心愛》 |                                                                                                  |                                                                                           |
| 麥詠宜             | 《人生交叉盤》、《細路強》、《宜樂無窮》、《盤股初開》、《在晴朗的一天出發》、《同途有心人》、《細心愛》                                                                             |                                                                                                  |                                                                                           |
| 劉丹心             | 《心靈料理》 |                                                                                                  | 國際身心語言專業進修學院（International Institute of Professional NLP）－創辦人/院長      |
| 細Lee              | 《馬路的事我哋的事》 |                                                                                                  |                                                                                           |
| 林偉豪             | 《馬路的事我哋的事》、《一切從音樂開始》（星期六深夜） |                                                                                                  |                                                                                           |
| 梁佩鳳             | 《晴朗早晨全餐》 |                                                                                                  |                                                                                           |
| 陳琪               | 《小小情人放暑假》、《C9琪艦店》 |                                                                                                  |                                                                                           |
| 項明生             | 《全世界嚮導》 |                                                                                                  | 旅遊達人                                                                                  |
| 陳祺萱             | 《點算幸福》 |                                                                                                  | 幸福傳聲基金會團隊                                                                        |
| 李珊珊             | 《自在想》 |                                                                                                  |                                                                                           |
| 黃日安             | 《左右大局》、《第三齡接觸》 |                                                                                                  |                                                                                           |
| 鮑偉聰             | 《光明頂》 |                                                                                                  | 已移居英國                                                                                |
| 黃偉康             | 《晴朗早晨全餐》 |                                                                                                  | 現時不定期在881903.com內主理 "財經是敢的" 環節                                            |
| 潘志謙             | 《政經星期六》 |                                                                                                  |                                                                                           |
| 張子君             | 《晴朗早晨全餐》、《在晴朗的一天出發》、《十八樓C座》、《鬧市開羅》 |                                                                                                  | 已移居英國                                                                                |
| 林子傑             | 《在晴朗的一天出發》、《超級超急區議會》、《人民大道中》 |                                                                                                  |                                                                                           |
| 葉曉文             | 《山間花開時》 |                                                                                                  |                                                                                           |
| 林超英             | 《國際線》（逢星期五）、《山間花開時》 |                                                                                                  | 前天文台台長                                                                              |
| 鍾樂偉             | 《國際線》（逢星期二） |                                                                                                  |                                                                                           |
| 何亦文             | 《串》（星期日）、《讀懂中國》 |                                                                                                  |                                                                                           |
| 黎榮業 （Tristan） | 《細眉細眼調查科》、《大玩派》、《一家大晒》、《樂齡王國－台下十年功》 |                                                                                                  |                                                                                           |
| Bobo               | 《當焗者迷》 |                                                                                                  |                                                                                           |
| 劉銳紹             | 《政好星期天》 |                                                                                                  |                                                                                           |
| 張葦               | 《考股專家》、《草系玩家》 |                                                                                                  |                                                                                           |
| 楊美琪             | 《雷霆音樂圈》 | 《春季限定版》、《夏季限定版》、《美琪放送》、《雷霆音樂派台歌》、《雷霆音樂派》、《秋季限定版》 |                                                                                           |

## 外部連結
- 雷霆881 （页面存档备份，存于）